# Fleming Summit
Der Fleming Summit ist ein über 4200 m hoher Berg in der antarktischen Ross Dependency. In der Königin-Alexandra-Kette des Transantarktischen Gebirges ragt er 2,5 km westlich des Mount Kirkpatrick auf.
Das Advisory Committee on Antarctic Names benannte ihn 1995 nach dem Geologen Thomas H. Fleming von der Ohio State University, der von 1985 bis 1986 und von 1990 bis 1991 Feldforschungsarbeiten in diesem Gebiet geleitet hatte.